# Метацетамол
Метацетамол (кодовое название разработки BS -749), также известный как 3-гидроксиацетанилид и AMAP , представляет собой нетоксичный региоизомер парацетамола с обезболивающими и жаропонижающими свойствами, но
никогда не продавался в качестве лекарственного средства .
Известно, что метацетамол имеет несколько полиморфов. Форма II метастабильна, а форма I стабильна. Полиморф II метацетамола превращается в форму I при влаге воды или при прямом контакте с водой и другими популярными растворителями. Форму метацетамола II можно получить при охлаждении в узком температурном режиме.